# Panxin
Panxin (kinesiska: 潘新, 潘新镇) är en köping i Kina. Den ligger i provinsen Henan, i den centrala delen av landet, omkring 320 kilometer söder om provinshuvudstaden Zhengzhou. Antalet invånare är 19 328. Befolkningen består av 9 391 kvinnor och 9 937 män. Barn under 15 år utgör 24,0 %, vuxna 15-64 år 62 %, och äldre över 65 år 13,0 %.
Genomsnittlig årsnederbörd är 1 291 millimeter. Den regnigaste månaden är juli, med i genomsnitt 222 mm nederbörd, och den torraste är december, med 25 mm nederbörd.